# Більськовільська сільська рада
Бі́льськові́льська сільська́ ра́да — колишній орган місцевого самоврядування в Володимирецькому районі Рівненської області. Адміністративний центр — село Більська Воля.

## Загальні відомості
- Більськовільська сільська рада утворена в 1940 році.
- Територія ради: 132,584 км²
- Населення ради: 2 805 осіб (станом на 2001 рік)
- Водоймища на території, підпорядкованій даній раді: річка Стир, озеро Біле.

## Історія
Рівненська обласна рада рішенням від 29 травня 2009 року у Володимирецькому районі уточнила назву Більсько-Вільської сільради на Більськовільську.

## Населені пункти
Сільській раді були підпорядковані населені пункти:
- с. Більська Воля
- с. Березина
- с. Кругле
- с. Рудка

## Склад ради
Рада складалася з 16 депутатів та голови.
- Голова ради: Жмурик Сергій Сергійович

### Депутати
За результатами місцевих виборів 2010 року депутатами ради стали:

#### За суб'єктами висування
| Суб'єкт висування | Кількість обраних депутатів | %    |
| ----------------- | --------------------------- | ---- |
| Самовисування     | 11                          | 68,8 |
| Народна партія    | 5                           | 31,3 |

#### За округами
| № округу       | Прізвище, ім'я, по батькові   | Дата визнання обраним | Освіта                    | Партійна приналежність | Відомості про обраного депутата                                                                 |
| -------------- | ----------------------------- | --------------------- | ------------------------- | ---------------------- | ----------------------------------------------------------------------------------------------- |
| Народна Партія |                               |                       |                           |                        |                                                                                                 |
| 11             | Натина Сергій Петрович        | 08.11.2010            | Освіта середня спеціальна | позапартійний          | ДП Володимирецький лісгосп, майстер лісу                                                        |
| 13             | Черевач Сергій Володимирович  | 08.11.2010            | Освіта середня спеціальна | позапартійний          | ДП Володимирецький лісгосп, майстер лісу                                                        |
| 14             | Макарчук Валентина Степанівна | 08.11.2010            | Освіта середня спеціальна | позапартійна           | ДП Володимирецький лісгосп, бухгалтер                                                           |
| 15             | Лебедюк Валентина Степанівна  | 08.11.2010            | Освіта середня спеціальна | позапартійна           | Рівненський Природний заповідник, бухгалтер                                                     |
| 16             | Клімук Віктор Романович       | 08.11.2010            | Освіта вища               | позапартійний          | Рівненський Природний заповідник, лісничий                                                      |
| Самовисування  |                               |                       |                           |                        |                                                                                                 |
| 1              | Руднік Олександр Олексійович  | 08.11.2010            | Освіта середня спеціальна | позапартійний          | Більськовільська філія районного центру соціальних служб для сім'ї, дітей та молоді, спеціаліст |
| 2              | Кізім Любов Гордіївна         | 08.11.2010            | Освіта середня спеціальна | позапартійна           | Більськовільська сільська рада, головний бухгалтер                                              |
| 3              | Устимчик Катерина Антонівна   | 08.11.2010            | Освіта середня спеціальна | позапартійна           | пенсіонер                                                                                       |
| 4              | Гузоватий Леонід Степанович   | 08.11.2010            | Освіта середня спеціальна | позапартійний          | пенсіонер                                                                                       |
| 5              | Лебедюк Віктор Іванович       | 08.11.2010            | Освіта середня спеціальна | позапартійний          | Більськовільська сільська рада, спеціаліст землевпорядник                                       |
| 6              | Клімук Микола Петрович        | 08.11.2010            | Освіта вища               | позапартійний          | Більськовільська загальноосвітня школа І-ІІІ ст., вчитель                                       |
| 7              | Веремійчук Леся Леонтіївна    | 08.11.2010            | Освіта вища               | позапартійна           | Рівненський державний гуманітарний університет, студент                                         |
| 8              | Коваль Володимир Михайлович   | 08.11.2010            | Освіта середня спеціальна | позапартійний          | ЦЕЗ № 9, електромеханік                                                                         |
| 9              | Черевач Степан Васильович     | 08.11.2010            | Освіта середня            | позапартійний          | Більськовільська сільська рада, паспортист                                                      |
| 10             | Кречик Ярослав Степанович     | 08.11.2010            | Освіта вища               | позапартійний          | Більськовільська сільська рада, секретар                                                        |
| 12             | Дейнека Юрій Васильович       | 08.11.2010            | Освіта середня            | позапартійний          | тимчасово не працює                                                                             |